# Jacqueline Batteast
Jacqueline Batteast (South Bend, 26 marzo 1983) è un'ex cestista statunitense, professionista nella WNBA.

## Carriera
È stata selezionata dalle Minnesota Lynx al secondo giro del Draft WNBA 2005 (17ª scelta assoluta).